# 1993年美國
|        | 美國歷史 \| 美國歷史年表                                                                                                   |
| 世紀： | 19世紀美國 \| 20世紀美國 \| 21世紀美國                                                                                     |
| 年代： | 1960年代美國 \| 1970年代美國 \| 1980年代美國 \| 1990年代美國 \| 2000年代美國 \| 2010年代美國 \| 2020年代美國               |
| 年份： | 1989年美國 \| 1990年美國 \| 1991年美國 \| 1992年美國 \| 1993年美國 \| 1994年美國 \| 1995年美國 \| 1996年美國 \| 1997年美國 |
| 紀年： | 美国独立217周年 |

## 聯邦政府

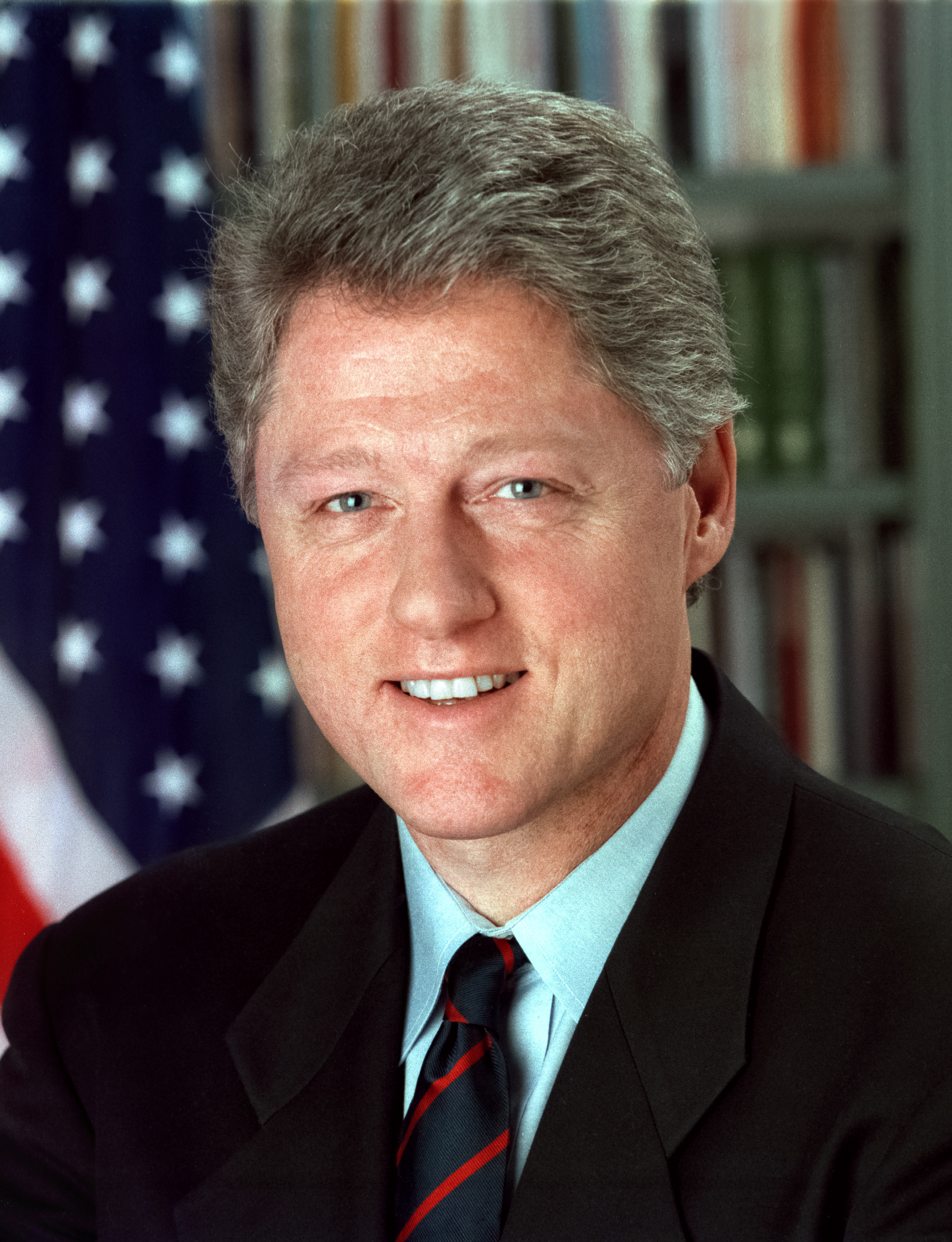
總統：比尔·克林顿
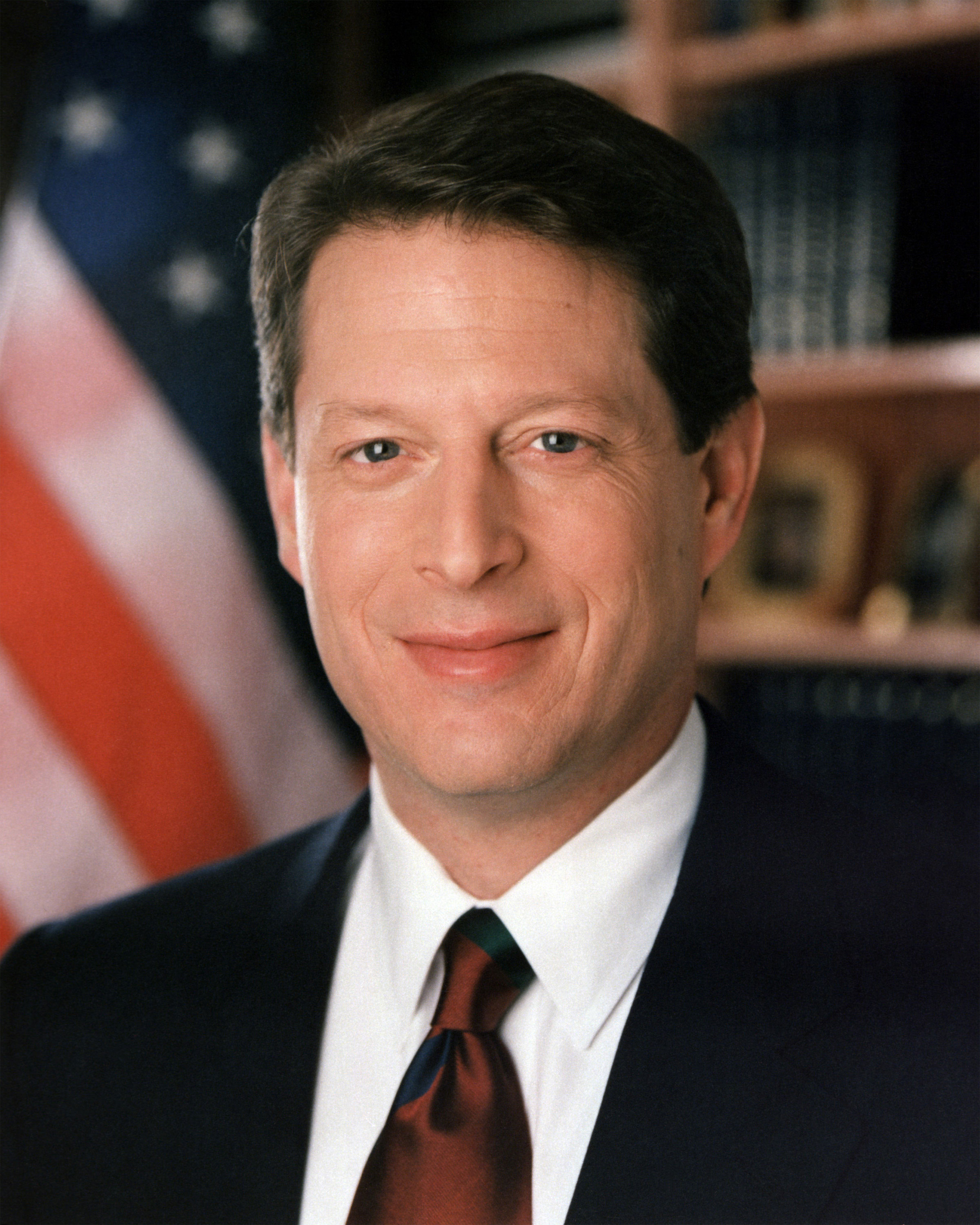
副總統兼參議院議長：阿尔·戈尔
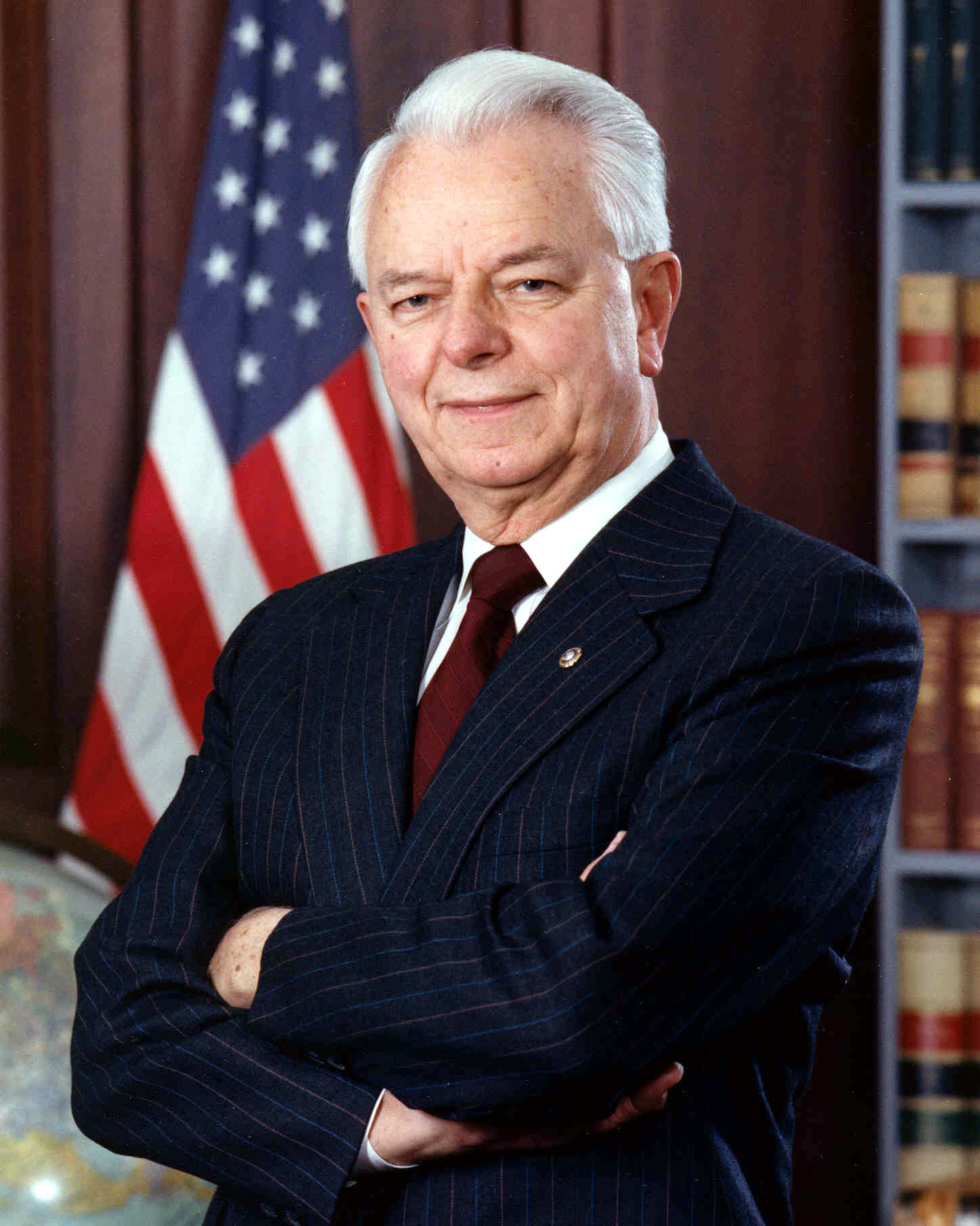
參議院臨時議長：羅伯特·伯德
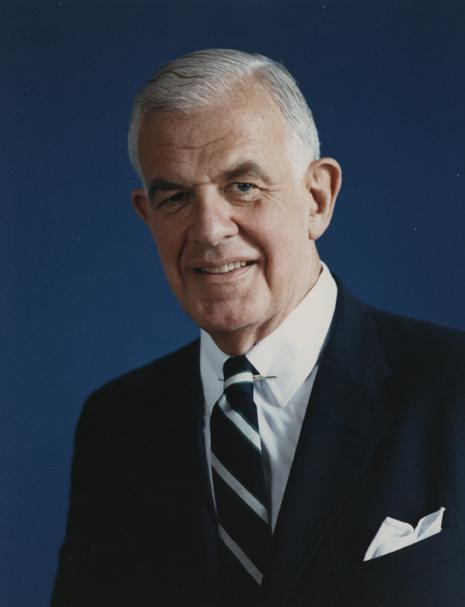
眾議院議長：湯姆·弗利
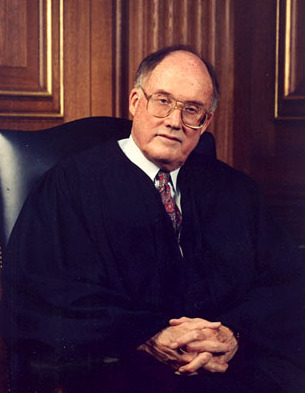
首席大法官：威廉·伦奎斯特

### 成員變動

總統：乔治·赫伯特·沃克·布什（任期屆滿）
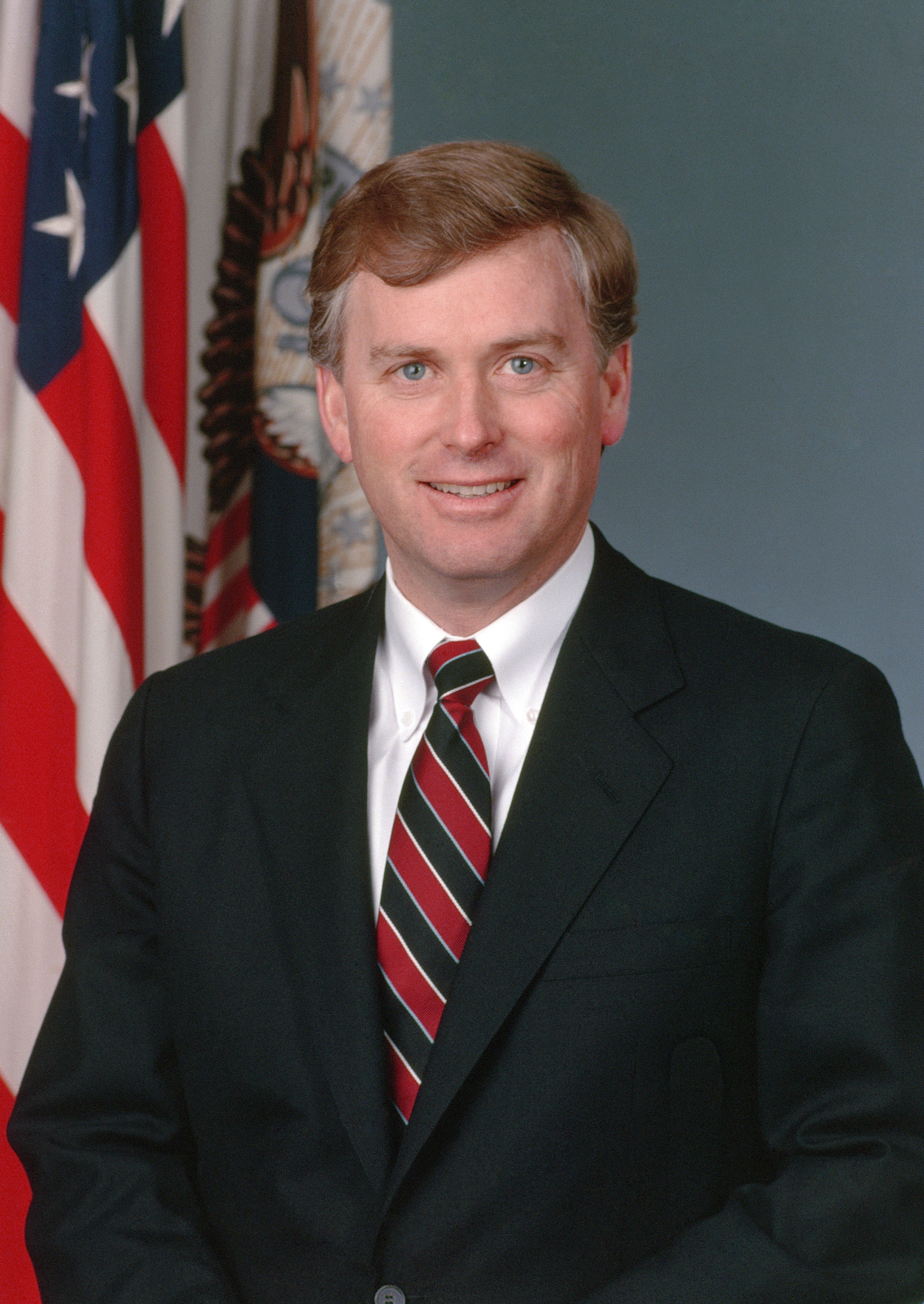
副總統兼參議院議長：丹·奎尔（任期屆滿）

## 大事記

### 1月
- 1月2日——美俄决定联合发射卫星。
- 1月3日——乔治·H·W·布什与鲍里斯·叶利钦签署第二个削减战略武器条约。
- 1月6日——美国会宣布比尔·克林顿当选总统，布什提交最后预算，1994年度赤字29,294亿美元。

### 2月
- 2月26日——纽约世贸中心发生炸弹爆炸。

### 3月
- 3月22日——美國英特爾公司製造的新一代微處理器Pentium(中譯「奔騰」)開始正式出貨。

### 4月
- 4月19日——美國聯邦調查局在坦克掩護下，攻入大衛教派據點，據點被縱火，80多名教徒死亡。

### 6月
- 6月27日——美國派駐波斯灣戰艦向伊拉克巴格達發射戰斧巡弋飛彈，但有三枚導彈誤中民居，造成十幾人死傷。

### 7月
- 7月14日——北韓与美国就核问题在日内瓦举行第二次会谈。

### 8月
- 8月21日——美國太空總署與火星觀察者號失去聯絡。

### 10月
- 10月1日——约旦哈桑亲王与以色列外长佩雷斯在华盛顿白宫会晤，这是两国45年来最高级领导人首次公开会晤。

### 11月
- 11月20日——美國批准北美自由貿易協定，該協定於1994年1月1日正式生效。